# Utmanarscout
Utmanarscout är en åldersgrupp inom Scouterna. Utmanarscout är man oftast när man är 15-18 år gammal.
Som utmanarscout träffar man scouter från andra delar av landet i större utsträckning än tidigare. Man har fortfarande hajker och övernattningar, men de kan då ske med andra utmanarscouter från olika delar av landet. Man styr mycket av verksamheten själv och kan till exempel driva olika projekt tillsammans. Utmanarna får möjlighet att pröva avancerat friluftsliv och engagera sig i samhällsfrågor.
På sommaren finns det många saker att göra förutom de vanliga sommarlägren. Man kan till exempel gå Blå hajken eller Explorer Belt. Ofta anordnas det speciella läger för utmanarscouter runt om i landet. 
Utmanarscout kallades tidigare bland annat Seniorscout.